# Ritratto di Frans Snyders e di sua moglie Margareta de Vos
In questo doppio ritratto, opera di Van Dyck, sono raffigurati i cittadini di Anversa Frans Snyders e Margareta de Vos. Snyders era amico di van Dyck ed esercitava anch'egli la professione di pittore, in particolare raffigurante scene di caccia o nature morte.